# Mount Vernon (Nova York)
Mount Vernon és una ciutat del Comtat de Westchester a l'Estat de Nova York dels Estats Units d'Amèrica.

## Demografia
Segons el cens del 2000 Mount Vernon tenia 68.321 habitants, 27.048 habitatges, i 18.432 famílies. La densitat de població era de 5.792,7 habitants per km².
Dels 27.048 habitatges en un 31,1% hi vivien nens de menys de 18 anys, en un 40,9% hi vivien parelles casades, en un 28% dones solteres, i en un 37,2% no eren unitats familiars. En el 30% dels habitatges hi vivien persones soles el 10,7% de les quals corresponia a persones de 65 anys o més que vivien soles. El nombre mitjà de persones vivint en cada habitatge era de 2,63 i el nombre mitjà de persones que vivien en cada família era de 3,27.
Per edats la població es repartia de la següent manera: un 25,3% tenia menys de 18 anys, un 8,3% entre 18 i 24, un 31,1% entre 25 i 44, un 22,4% de 45 a 60 i un 12,9% 65 anys o més.
L'edat mitjana era de 36 anys. Per cada 100 dones de 18 o més anys hi havia 76,9 homes.
La renda mitjana per habitatge era de 47.128 $ i la renda mitjana per família de 55.573 $. Els homes tenien una renda mitjana de 41.493 $ mentre que les dones 37.871 $. La renda per capita de la població era de 24.827 $. Entorn de l'11,8% de les famílies i el 13,9% de la població estaven per davall del llindar de pobresa.

## Poblacions properes
El següent diagrama mostra les poblacions més properes.

## Personatges notables
- Denzel Washington. Actor, guionista, director i productor de cinema.
- Arthur Leonard Schawlow (1921-1999) físic, Premi Nobel de Física de l'any 1981.